# Mausoléu de Prudente de Morais
O Mausoléu de Prudente de Morais é um túmulo de grande porte construído para abrigar os restos mortais do ex-presidente do Brasil, que está localizado no Cemitério da Saudade, na cidade de Piracicaba, no interior do estado brasileiro de São Paulo. O projeto arquitetônico é de autoria do arquiteto sueco Carlos Eckman, considerado o responsável pela introdução do estilo art nouveau no Brasil, a estátua é do escultor e professor ítalo-brasileiro Amadeo Zanni e os jardins são do paisagista alemão João Dierberger.
A obra foi inaugurada no aniversário de um ano de falecimento de Prudente de Morais, no dia 3 de dezembro de 1903, com a presença de senadores, deputados, e também do público em geral. Em sua inauguração, a edificação ainda não exibia o busto do ex-presidente, obra realizada por Amadeo Zanni, que foi apresentada no Salão de Belas Artes de 1904 e elogiada na época pelo importante crítico de arte Gonzaga Duque.
A construção é tombada na esfera municipal pelo Decreto n° 7.271, de 05 de Junho de 1996, pelo Conselho de Defesa do Patrimônio Cultural de Piracicaba (CODEPAC).

## Prudente de Morais

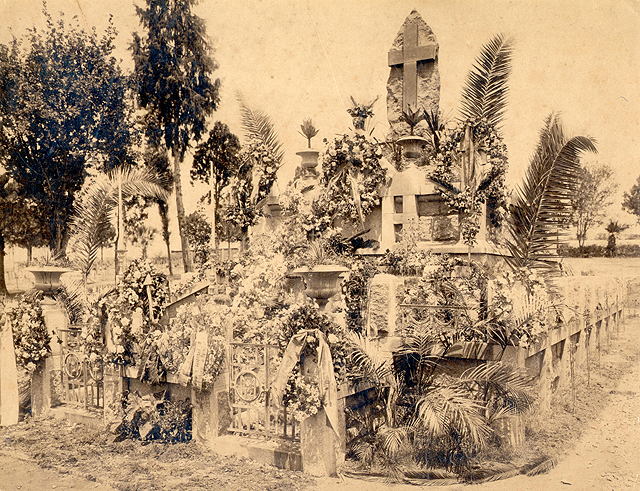
Mausoléu de Prudente de Morais na data de sua inauguração em 3 de dezembro de 1903.

Nascido em Itu, cidade no interior do estado de São Paulo o líder republicano Prudente de Morais deixou expresso em seu testamento (assinado em Piracicaba na data de 20 de Setembro de 1902) recomendações para a confecção de sua sepultura (conforme ortografia original da época):
“…que a minha sepultura seja assignalada apenas por uma pedra, tendo como inscripção meu nome e as datas do meu nascimento e morte.”
No entanto, como noticiado no jornal A República, órgão do Partido Republicano Federal, em 05 de dezembro de 1902 (conforme ortografia original da época):
“... em São Paulo foi apresentado um projecto para ser erigido alli um monumento ao Dr. Prudente de Moraes, sendo aberta uma subscripção popular para o levantamento de um mausoléo”
A vontade do ex-presidente de ser sepultado na cidade de Piracicaba está registrada em uma carta na qual ele descreveu um sonho sobre o seu acometimento por uma doença grave e aproveitou para recomendar:
"não me deixem no Rio; gosto muito do Rio, mas gosto mais do meu Estado. Pedi que vocês me mandassem para aqui, para Piracicaba"
O ex-presidente Juscelino Kubitschek escreveu em seu livro de memórias que em determinada oportunidade, quando sobrevoava o Cemitério da Saudade em Piracicaba, após uma visita como presidente, comentou com seus correligionários: “Pudesse, eu, ter a graça de, ao morrer, ser enterrado em minha terra, como Prudente de Moraes”. Embora Prudente de Morais fosse natural de Itu, no estado de São Paulo, ele viveu e morreu em Piracicaba.

## Arquitetura
O Mausoléu é a maior construção funerária do Cemitério da Saudade de Piracicaba. Ocupa um terreno de 8m x 12m e tem aproximadamente 78m² de área construída. Fica localizado na Rua 1, quadra 5 e foi projetado pelo arquiteto sueco Carlos Eckman e ajardinado pelo alemão João Dierberger, um dos responsáveis pela criação da fazenda Citra, em Limeira, São Paulo.

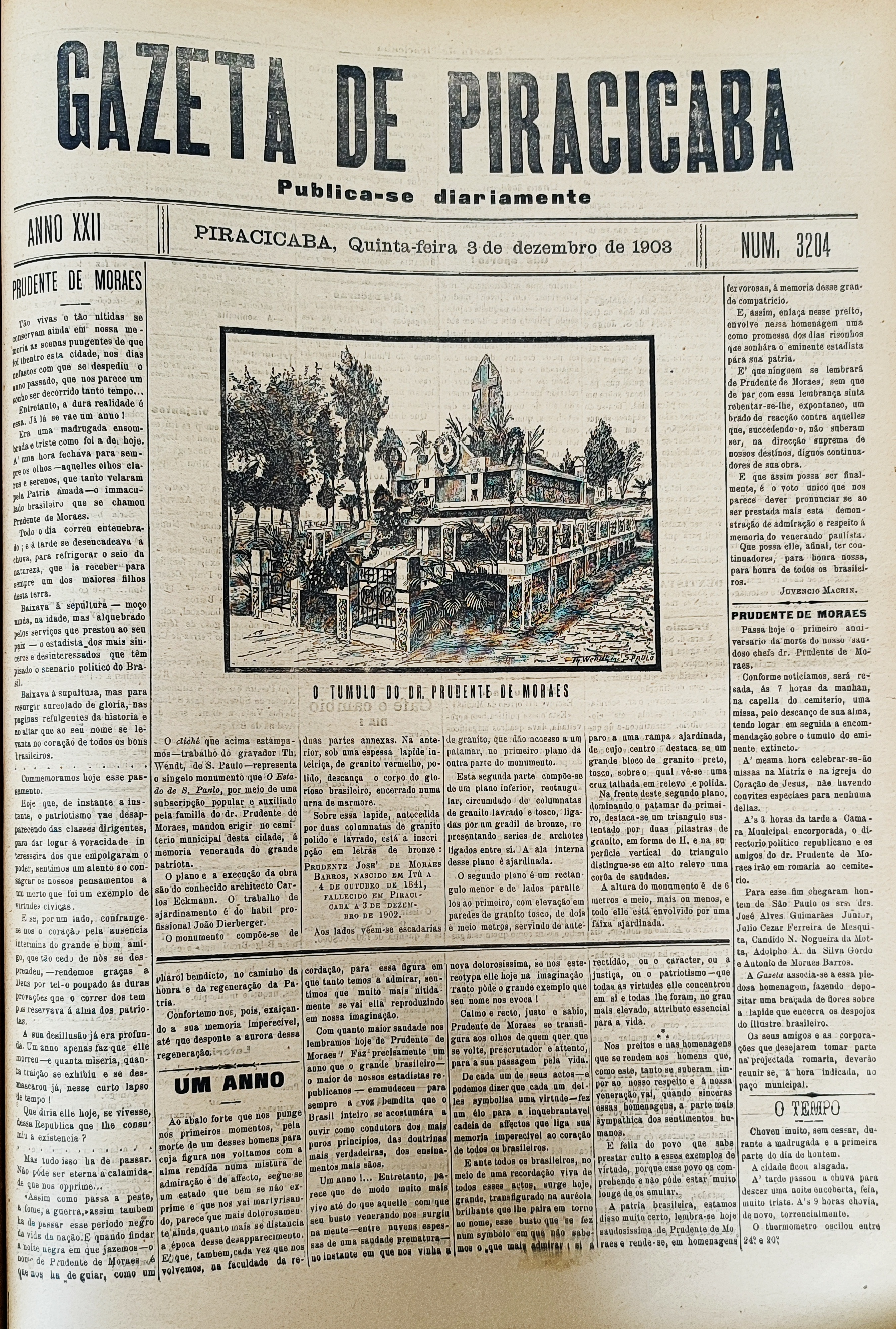
Capa do jornal "A Gazeta de Piracicaba" contendo informações sobre a inauguração do Mausoléu de Prudente de Morais.

A Gazeta de Piracicaba publicou a descrição do mausoléu em sua edição de 03 de dezembro de 1903, data de inauguração:
O monumento compõe-se de duas partes anexas. A interior, sob uma espessa lápide inteiriça de granito vermelho, polido, descansa o corpo do Dr. Prudente de Moraes. Sobre essa lápide, antecedida por duas colunatas de granito polido e lavrado, está a inscrição em letras de bronze: "Prudente José de Moraes Barros nascido em Itú a 4 de Outubro de 1841. Falecido em Piracicaba a 3 de dezembro de 1902." Aos lados vêem-se escadarias de granito, que dão acesso a um patamar, no primeiro plano da outra parte do monumento. Esta segunda parte compõe-se de uns planos inferiores retangular, circundados de colunatas de granito lavrado e tosco ligadas por um gradil de bronze, representando série de archotes ligados entre si. A ala interna deste plano é ajardinada. O segundo plano é um retângulo menor e de lados paralelos ao primeiro, com elevação de paredes em granito tosco de dois e meio metros, servindo de anteparo a uma rampa ajardinada, de cujo centro destaca-se um grande bloco de granito seco, tosco, sobre o qual vê-se uma cruz, talhada em relevo e polida. Na frente deste segundo plano, dominando o patamar do primeiro, destaca-se um triângulo sustentado por duas pilastras de granito, em forma de H e na superfície vertical de triângulo, distingue-se em alto relevo uma coroa de saudades. A altura do monumento é de 6 metros e meio, mais ou menos, e toda ela está envolvida por uma faixa ajardinada.

Mausoléu de Prudente de Morais em 1904 - Com o busto em exibição.

O busto do ex-Presidente, obra do escultor italiano Amadeu Zanni, foi acrescido posteriormente ao conjunto arquitetônico. Prudente de Morais é apresentado com:
os ombros cobertos por uma toga e o pescoço nu, à maneira de um tribuno romano, como tornou-se voga na representação dos “republicanos históricos". O cruzeiro, ainda que central, é a parte da decoração menos notada no monumento, de tal forma ele se confunde com a pedra de onde emerge. E, na parte posterior do monólito, nem sequer se reproduz o emblema do cristianismo, talvez para não contrastar com o aspecto de ruína romântica, ou classicista à Hubert Robert, que se pretendeu no ajardinado do monumento.